# Texas Legends
Texas Legends es un equipo de baloncesto estadounidense que juega en la NBA G League, desde la temporada 2006-2007. Están afiliados al equipo de la NBA de Dallas Mavericks. El equipo tenía su sede en Broomfield, un suburbio de la ciudad de Denver, en el estado de Colorado, bajo el nombre Colorado 14's, el cual proviene de la gran cantidad de montañas del estado que sobrepasan los 14.000 pies de altura (4.267,2 m.) y por las cuales es famoso Colorado. El equipo estaba inicialmente concebido para competir en la CBA. A partir de 2010 ase trasladaron a Frisco (Texas), denominándose Texas Legends.

## Historia

### 2006/07
En su primera temporada en la liga de desarrollo auspiciada por la NBA, los 14ers han conseguido el título de la División Oeste, cayendo en la final de la D-League ante Dakota Wizards en la prórroga, por 129-121.

### 2008/09
Con 34 y 15 derrotas, ha sido el mejor equipo de la competición, ganando el campeonato de la NBA Development League.

## Trayectoria
| Temporada         | División / Conferencia | Puesto            | Ganados | Perdidos | %       | Playoffs |
| ----------------- | ---------------------- | ----------------- | ------- | -------- | ------- | --- |
| Colorado 14ers    |                        |                   |         |          |         | |
| 2006–07           | Western                | 2.º               | 28      | 22       | .560    | Gana 1.ª ronda vs. Albuquerque Thunderbirds, 130–100 Gana Finales de División vs. Idaho Stampede, 94–91 (OT) Pierde Finales de la D-League vs. Dakota Wizards, 129–121 (OT) |
| 2007–08           | Southwest              | 2.º               | 29      | 21       | .580    | Pierde Semifinales vs. Los Angeles D-Fenders, 102–95 |
| 2008–09           | Southwest              | 1.º               | 34      | 16       | .680    | Gana 1.ª ronda vs. Erie BayHawks, 129–108 Gana Finales de División vs. Austin Toros, 114–111 Gana Finales de la D-League vs. Utah Flash, 2–0                                |
| Texas Legends     |                        |                   |         |          |         | |
| 2009–10           | No jugó                | No jugó           | No jugó | No jugó  | No jugó | No jugó |
| 2010–11           | Western                | 6.º               | 24      | 26       | .480    | Pierde 1.ª ronda vs. Tulsa 66ers, 2–1 |
| 2011–12           | Western                | 4.º               | 24      | 26       | .480    | -- |
| 2012–13           | Central                | 5.º               | 21      | 29       | .420    | -- |
| 2013–14           | Central                | 4.º               | 24      | 26       | .480    | -- |
| 2014–15           | Southwestern           | 4.º               | 22      | 28       | .440    | -- |
| 2015–16           | Southwestern           | 3.º               | 23      | 27       | .460    | -- |
| 2016–17           | Southwest              | 5.º               | 25      | 25       | .500    | -- |
| 2017–18           | Southwest              | 3.º               | 29      | 21       | .580    | Pierde 1.ª ronda vs. Rio Grande Valley Vipers, 100–107 |
| 2018–19           | Southwest              | 4.º               | 16      | 34       | .320    | |
| 2019–20           | Southwest              | 3.º               | 24      | 19       | .558    | |
| 2021–22           | Western                | 5.º               | 19      | 15       | .559    | Gana cuartos de final de conferencia (Birmingham) 115–110 Pierde semifinal de conferencia (Rio Grande Valley) 103–120                                                       |
| 2022–23           | Western                | 15.º              | 7       | 25       | .219    | |
| Temporada regular | Temporada regular      | Temporada regular | 349     | 360      | .492    | |
| Playoffs          | Playoffs               | Playoffs          | 7       | 5        | .583    | |